# 澤列諾多利斯克 (烏克蘭)
澤列諾多利斯克（羅馬化：Zelenodolsk，發音：[zeˌlɛnoˈdɔlʲsʲk]）是乌克兰第聶伯羅彼得羅夫斯克州克里維里赫區澤列諾多利斯克市鎮内的城市及该市镇的行政中心，2020年7月18日前隶属于阿波斯托洛韋區。該市距離州府聶伯城145公里，始建於1961年，面積4.73平方公里，海拔高度92米，2022年人口数量为12,692人。

## 图集

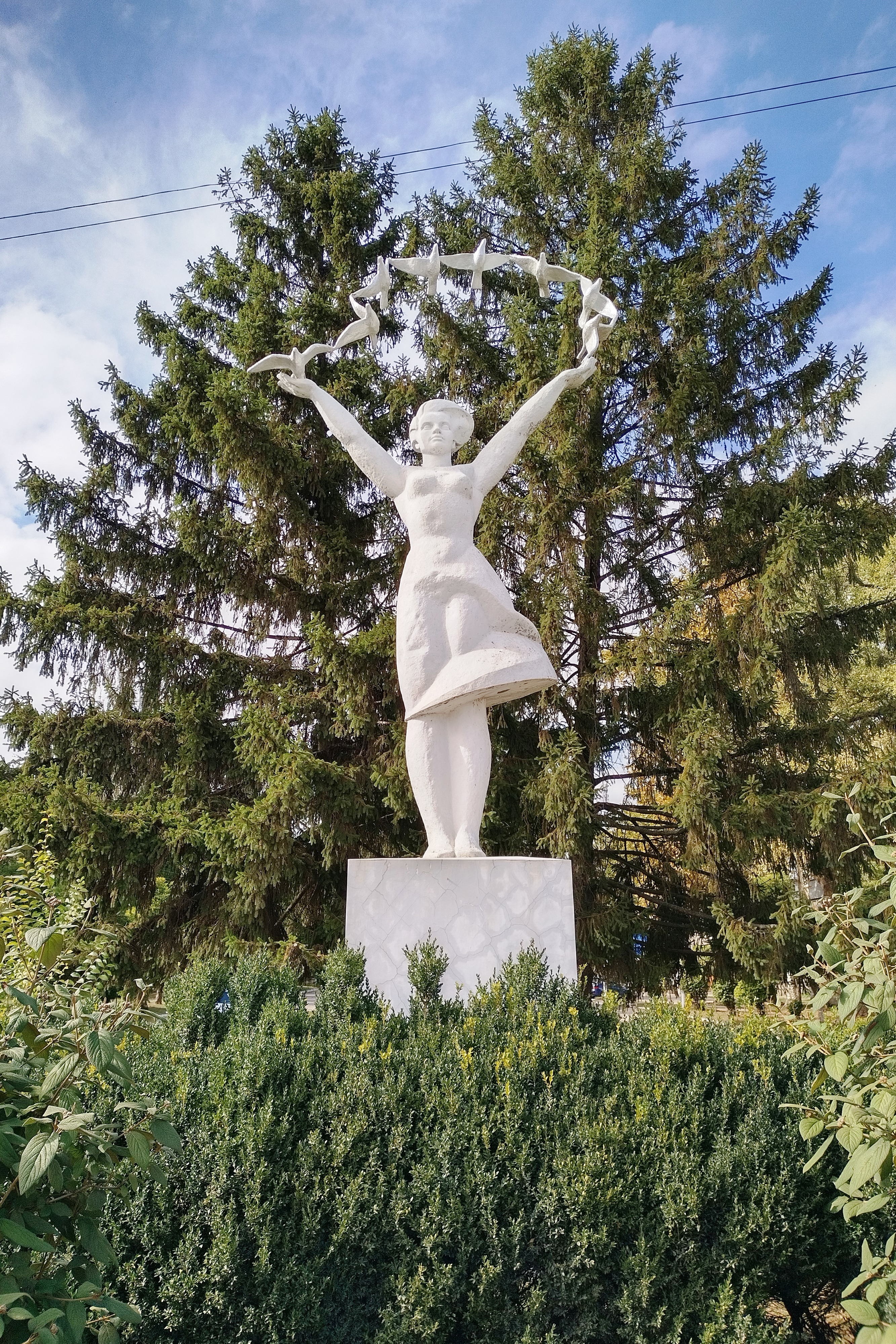